# Littérature Ge'ez

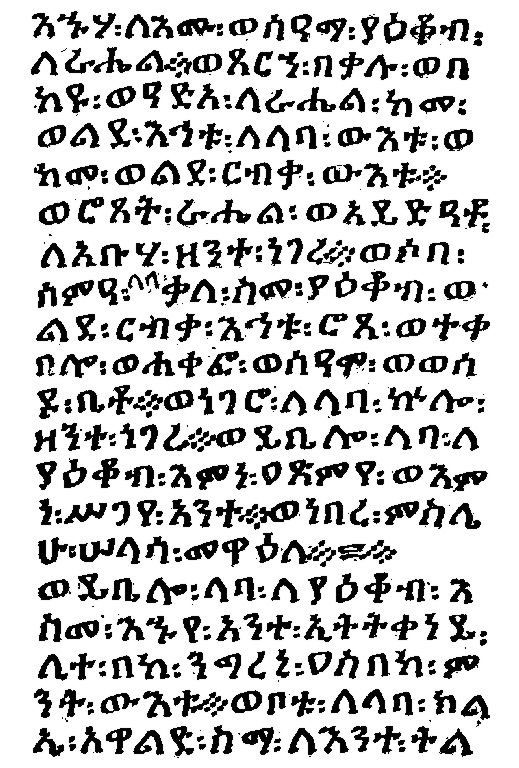
La Genèse 29.11-16 en Ge'ez.

La littérature Ge'ez désigne la littérature écrite dans la langue éthiopienne classique, appelée Ge'ez  (ou guèze). Langue littéraire du royaume d'Axoum, puis de la cour impériale éthiopienne, c'est encore la langue liturgique des Églises orthodoxes éthiopienne et érythréenne, des Églises catholiques éthiopienne et érythréenne, et de la communauté Beta Israel, c'est-à-dire les Éthiopiens et les Érythréens juifs. La langue guèze exerce en Ethiopie et en Erythrée une influence similaire à celle de la langue latine en Europe.
Beaucoup d'érudits pensent que le Ge'ez n'est pas l'ancêtre commun des langues sémitiques de l'Éthiopie moderne, même de celles du Nord auxquelles il est apparenté ; mais une autre langue, dérivée d'un ancêtre hypothétique. On pense que le Ge'ez n'est donc pas une langue mère, mais une langue sœur des langues du nord de l'Éthiopie telles que le Tigre, le Dahlik et le Tigrinya.
C'est une langue écrite qui possède son propre système d'écriture, l'alphabet Ge'ez. Contrairement aux alphabets d'autres langues sémitiques mieux connues, il est de type alphasyllabaire (ou abugida ) et non abjad (ou consonantique ), et s'écrit de gauche à droite.

## Histoire

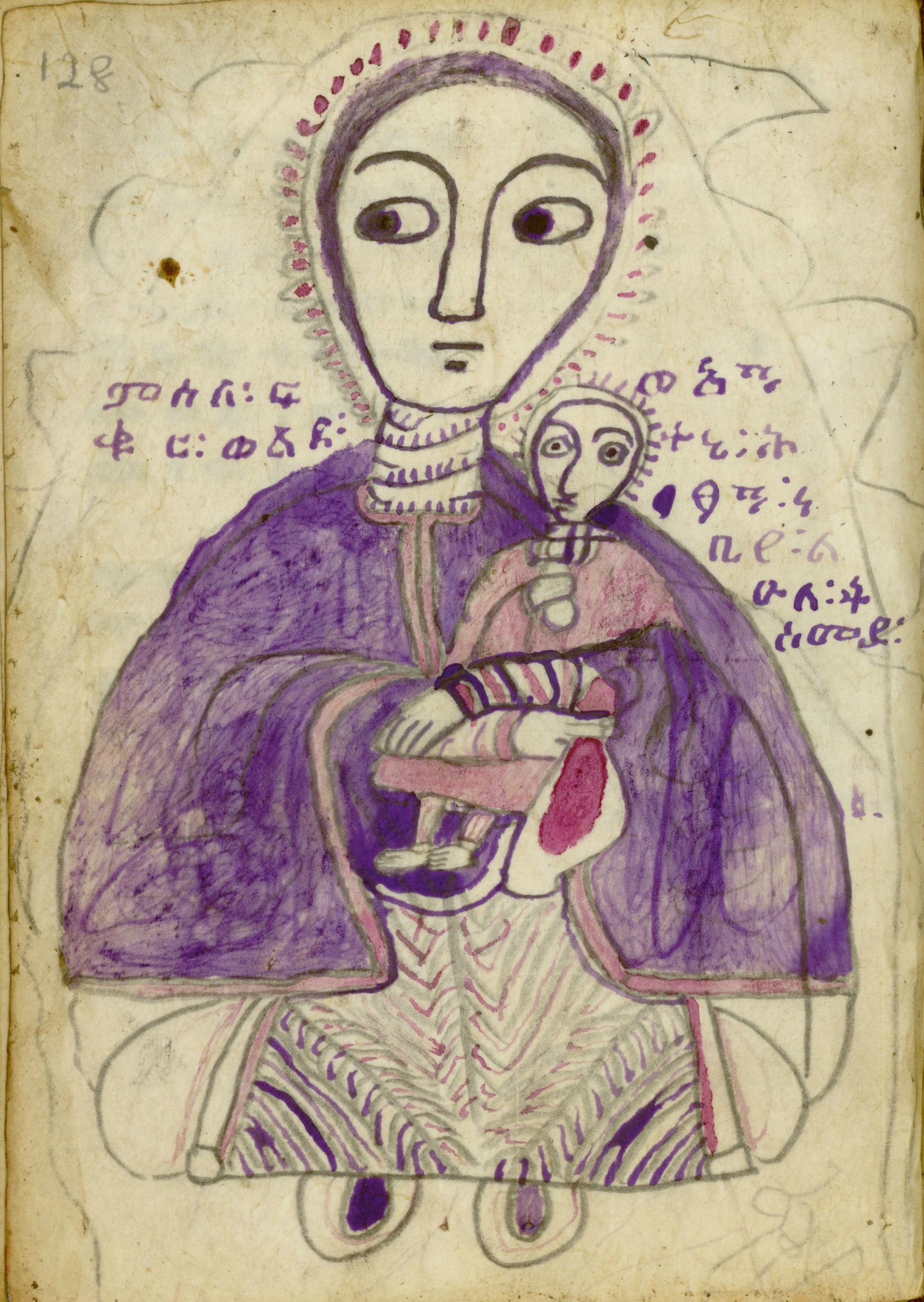
Dessin de la Vierge Marie "avec son fils bien-aimé", d'après une copie manuscrite Ge'ez du Weddasé Maryam, ca. 1875.

### Introduction
Une idée reçue est que la littérature Ge'ez est dominée par la Bible, y compris les livres deutérocanoniques plus nombreux que ceux des autres églises chrétiennes. Il existe en fait d'autres textes en langue guèze. Beaucoup d'œuvres correspondent à la littérature de l'Église orthodoxe éthiopienne, qui comprend la liturgie chrétienne (missels, prières, hymnes), la vie des saints et la littérature patristique. Par exemple, environ 200 textes relatifs aux saints indigènes éthiopiens ont été écrits du XIVe au XIXe siècle. Cette orientation religieuse de la littérature Ge'ez était le résultat d'une éducation traditionnelle, confiée à des prêtres et des moines.

« L'Eglise se posait ainsi en gardienne de la culture nationale. »

indique ainsi Richard Pankhurst, décrivant l'éducation traditionnelle de la façon suivante :

« L'étucation traditionnelle était dominée par la Bible. Elle commençait par l'enseignement de l'alphabet et des syllabes... L'étape suivante consistait à connaître par cœur la première épître de Saint Jean en guèze. On apprenait probablement à écrire à ce moment-là, ainsi que du calcul à une époque plus moderne. Un troisième temps était consacré aux Actes des Apôtres.  Puis on apprenait quelques prières, et on continuait avec l'écriture et l'aritmétique. La quatrième période portait sur les Psaumes de David, étape importante de l'éducation d'un enfant, qui faisait l'objet d'une fête. En outre, un enfant de ce niveau savait écrire. »

D'autres ouvrages profanes, médecine, histoire, philologie, lettres, droit, furent écrits en langue guèze.
La collection éthiopienne de la British Library de Londres contient près de huit cents manuscrits du XVe au XXe siècle, parmi lesquels les rouleaux magiques et divinatoires, et les manuscrits enluminés des XVIe et XVIIe siècles. La collection se développe à partir du don de soixante-quatorze codex de la Church of England Missionary Society dans les années 1830 et 1840, et s'élargit avec 349 codex volés par les Britanniques à Magdala, capitale de l'empereur Tewodros II, lors de l'expédition de 1868 en Abyssinie. Le Metropolitan Museum of Art de New York aussi possède au moins deux manuscrits en guèze.

### Origines

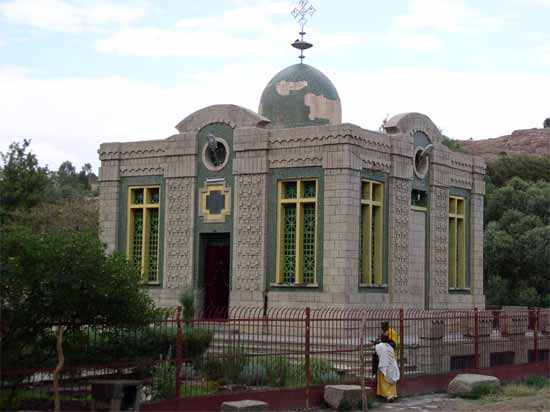
Eglise de l'Arche

La langue Guèze est classée comme langue sémitique. Elle descent du  Proto-Ethio-Semitique qui permit d'écrire dans le royaume du D'mt. Il existe des preuves d'une présence sémitique en Ethiopie en 2 000 avant notre ère. L'écriture Guèze, dans le royaume d'Axum, remplace l'écriture sudarabique épigraphique, qui s'éteint avec le royaume D'mt. Les premières inscriptions en Guèze et avec l'alphabet guèze datent du cinquième siècle d'avant notre ère. La littérature guèze proprement dite commence avec la christianisation de l'Ethiopie, et avec la civilisation de l'Axum, durant le règne d'Ezana de l'Axum.

### Du cinquième au septième siècle
L'obélisque de Hawulti en Erythrée renferme le plus ancien exemple connu d'écriture en guèze.
Le plus ancien manuscrit en guèze est l'Évangile d'Adoua du cinquième ou du sixième siècle.

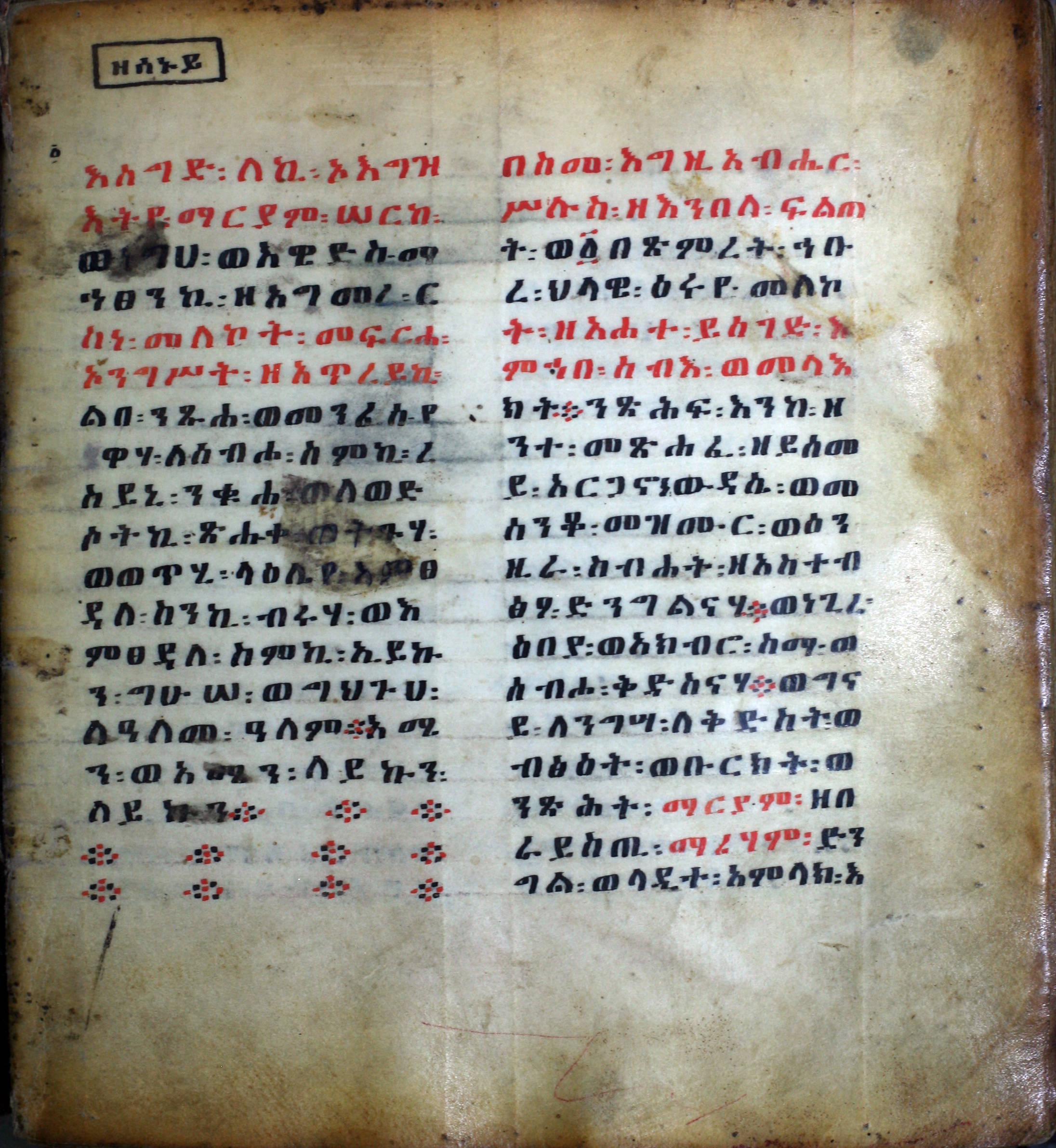
Livre de prière en Guèze du quinzième siècle.

Ces premiers textes sont presque tous chrétiens. Beaucoup sont des traductions du grec, du syriaque, du copte, puis de l'arabe.
La tradition attribue la première traduction de la Bible à Saint Frumence, mais il s'agit en fait de Moines, les "Neuf Saints". Certains livres de cette Bible sont apocryphes : 
- Lascension d'Isai
- Livre des Jubilés  (considéré comme canonique uniquement par l'Eglise Orthodoxe)
- L'Apocalypse de la Vierge
- Livre d'Hénoch  (considéré comme canonique uniquement par l'Eglise Orthodoxe)

D'autres livres sont deutérocanoniques, comme le livre d'Esdras, le livre de Néhémie, le Livre des Macchabées, le livre de Tobie, et le livre de Baruch.
Le Qerlos, recueil d'écrits christologiques, date aussi de cette pariode. Ces œuvres fondent la théologie de l'Église éthiopienne. Le Ser'ata Paknemis est un autre écrit religieux traduit par Pacôme. Le Physiologus, traité d'Histoire naturelle populaire en Europe, est un exemple d'œuvre profane.

### Treizième et quatorzième siècle

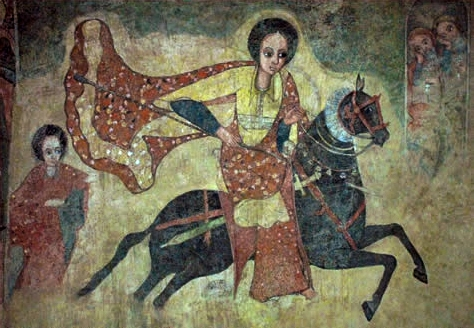
Représentation de la Reine de Saba se rendant à Jérusalem, sur une fresque éthiopienne.

Des siècles obscurs suivent la période Axoume : aucune oeuvre ne nous est parvenue entre le huitième et le douzième siècle. En revanche, on a la preuve qu'il y eut des écrivains au treizième siècle et le quatorzième siècle était considéré comme un âge d'or de la littérature guèze, qui n'est cependant plus une langue parlée, quoi qu'officielle jusqu'à la fin du dix-neuvième siècle. Le guèze peut ainsi être comparé au latin médiéval en Europe. La littérature guèze de l'époque compte plusieurs hagiographies, comme celle de Martin.
La Constitution apostolique est un texte de loi pour l'Eglise d'Ethiopie. Un autre texte est une traduction de l'arabe (d'un texte initialement rédigé en hébreu) de l'Histoire de la prise de Jérusalem par Titus.
Le règne d'Amda Seyon I (1314-44) fait l'objet de Chroniques Royales. L'apparition de chants de victoire signe le début de la littérature amharique.
Le Kebra Neghest date du quatorzième siècle, c'est une œuvre significative de cette littérature. Citons aussi le livre d'Axum.

### Quinzième et seizième siècle

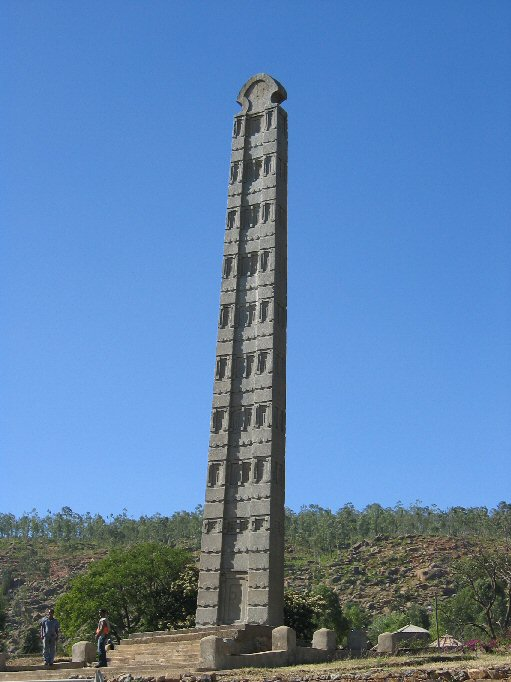
La troisième stèle d'Axum.

L'explication de Jésus du quinzième siècle mentionne un roi nommé Tewodros, ce qui, au dix-neuvième siècle, inspire un roi qui choisit le nom de Tewodros II.
Sous le règne de Zara Yaqob fleurit cette littérature, avec livres, homélies, poèmes liturgiques, ainsi que, sur le plan profane, un texte de loi (Loi Suprême d'Ethiopie), remplacé par une Constitution moderne en 1931. Au début du seizième siècle, la littérature en guèze cesse de fleurir du fait des invasions islamiques.

## Sources de la traduction
- (it) Cet article est partiellement ou en totalité issu de l’article de Wikipédia en italien intitulé « Letteratura ge'ez » (voir la liste des auteurs).
- Osvaldo Raineri et Renata Riva, Kebra Nagast. Salomone e la regina di Saba nell'epopea etiopica tra testo e pittura, Fondazione Benedetta Riva, 2008,  (ISBN 978-8821008221)

## Bibliographie

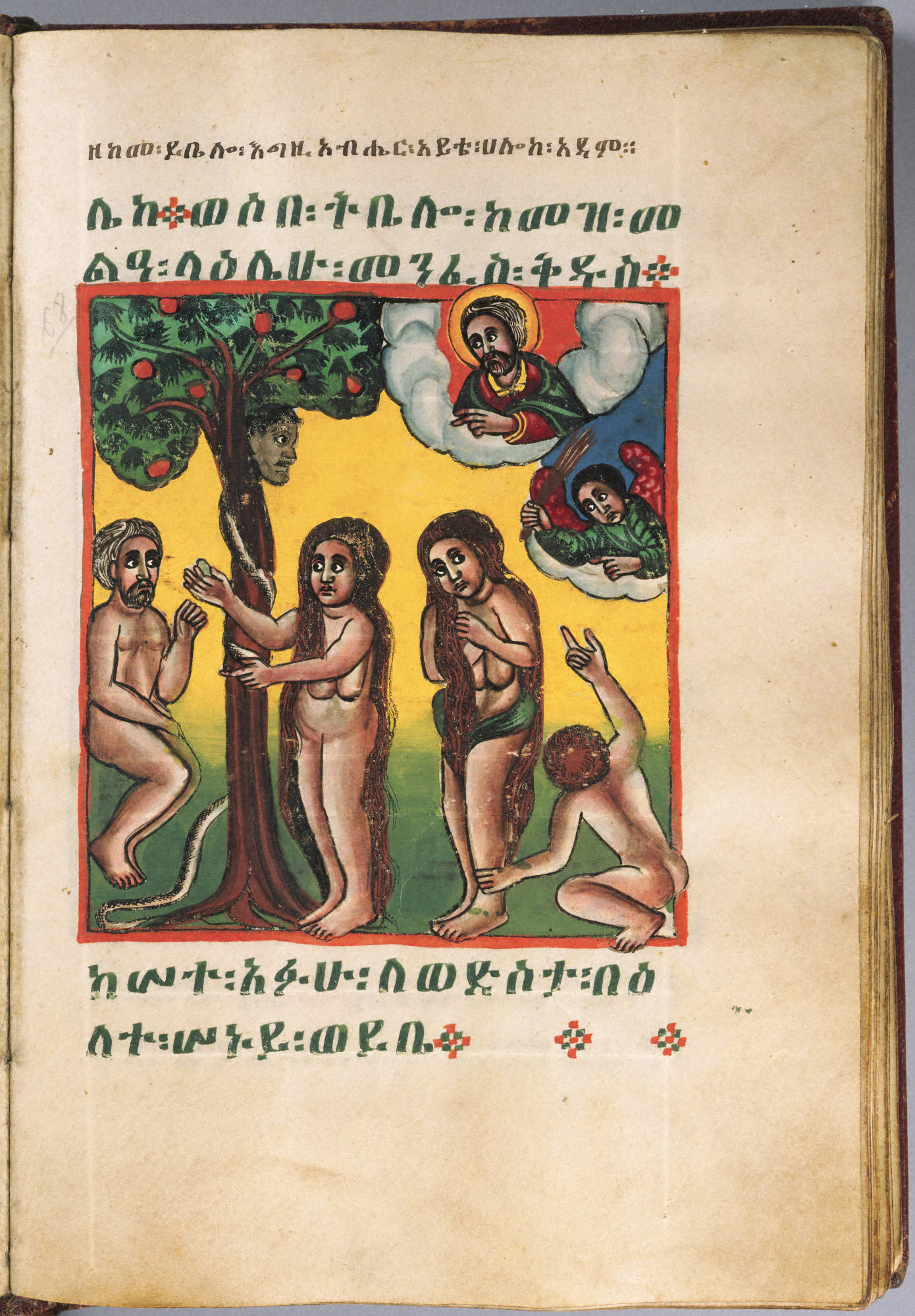
Manuscrit du dix-huitième siècle.